# 箕作阮 (小惑星)
箕作阮（みつくりげん、12186 Mitukurigen）は小惑星帯に位置する小惑星。香西洋樹と古川麒一郎が東京天文台木曽観測所で発見した。
江戸時代の蘭学者で医学・語学・西洋史・兵学・宗教学と広範囲にわたる翻訳をおこなった、箕作阮甫から命名された。